# Harchies
Harchies est une section de la commune belge de Bernissart située en Région wallonne dans la province de Hainaut.
En 1964, elle fusionna avec Bernissart, puis, en 1977, cette dernière fusionna de nouveau avec plusieurs communes voisines pour former la commune actuelle, lors de la fusion des communes en Belgique.

## Toponymie
Formation gallo-romane tardive en -IACAS, suffixe issu de IACU, d'origine gauloise *-āko, marquant la propriété. La répartition de -IACAS est limitée à l'extrême nord de la France (Picardie, Normandie…) et à la Belgique. Il explique la plupart des formations toponymiques en -ies.
Il se combine généralement avec un nom de personne d'origine germanique et plus rarement roman.
Harchies remonterait à un type toponymique *HARICIACAS, basé sur l'anthroponyme germanique Haricho.

## Géographie

### Situation
Situé dans un environnement naturel remarquable, Harchies est un village connu pour ses paysages paisibles et ses zones humides protégées. Son relief, relativement plat, varie entre 16 mètres d’altitude dans les marais d’Harchies, au sud, et 44 mètres au nord, à proximité de la ligne ferroviaire 78.

### Cours d’eau
Le village est traversé à l’est par le canal Pommerœul-Antoing, creusé au XIXe siècle pour relier le bassin houiller du Borinage à l’Escaut en passant par Antoing. Moins fréquenté aujourd’hui, il conserve une fonction de dérivation hydraulique et participe à la régulation des eaux dans la vallée. Au nord, Harchies est bordé par le canal Nimy-Blaton-Péronnes, un axe de navigation encore actif qui relie Mons à Péronnes via Blaton. Ce canal fait partie intégrante du réseau fluvial reliant le centre du Hainaut au bassin de l’Escaut. Ces deux canaux se rejoignent au nord-ouest du village, au niveau d’un pont-levis.

### Transports
Harchies est desservi par la ligne ferroviaire 78 du réseau de la SNCB, qui relie les villes de Mons et Tournai. La gare d'Harchies, située au centre du village, a été mise en service en 1883, lors de l’ouverture de la ligne entre Mons et Tournai. Cette gare, bien que modeste, a joué un rôle essentiel dans le développement de la localité au XIXe siècle, facilitant l'accès au transport ferroviaire pour les habitants et permettant l'acheminement de marchandises, notamment liées à l'industrie locale. Aujourd'hui, elle reste une halte importante pour les voyageurs circulant sur cette ligne, bien qu'elle ne soit plus aussi fréquentée qu’à l’époque de son ouverture.

## Histoire
Harchies a donné son nom à une famille noble qui a eu une large descendance, notamment en Artois.
En 1138, l'évêque de Cambrai donne à l'abbaye de Saint-Ghislain en Hainaut, l'autel de Harchies et ses dépendances.
La famille de Harchies, originaire de Harchies, a eu au moins une branche qui au fil du temps s'est fixée en Artois dans le royaume de France. Des membres sont devenus seigneurs de Drincham en Flandre maritime et un descendant de ceux-ci a été représentant de la noblesse aux États généraux de 1789 pour le bailliage de Bailleul.

## Évolution démographique
- Sources : INS, Rem. : 1831 jusqu'en 1970 = recensements, 1976 = nombre d'habitants au 31 décembre.

## Patrimoine et culture

### Patrimoine architectural et naturel

#### Patrimoine naturel
Les Marais d'Harchies sont une zone humide au statut de ZHIB (Zone Humide d'Intérêt Biologique) qui s'étend sur les anciennes communes de Harchies, Hensies et Pommerœul. Ils constituent l'un des plus importants sites favorables aux oiseaux d'eau en Wallonie, qui l'utilisent comme site de nidification, comme halte migratoire ou comme site d'hivernage.
La richesse ornithologique de ce site est intimement liée à la variété d'habitats qui s'y sont développés, ainsi qu'à la quiétude dont le site bénéficie sous la surveillance attentive du Comité de Gestion qui en est responsable.

## Économie
Le Zoning industriel de Bernissart se trouve sur le territoire d'Harchies, en bordure du Canal Nimy-Blaton-Péronnes et à proximité de l'autoroute A16 - E42. On y trouve diverses PME (gestion de déchets, industrie, travaux, mécanique, construction, transports...) ainsi que le parc à conteneurs de la commune.

## Galerie

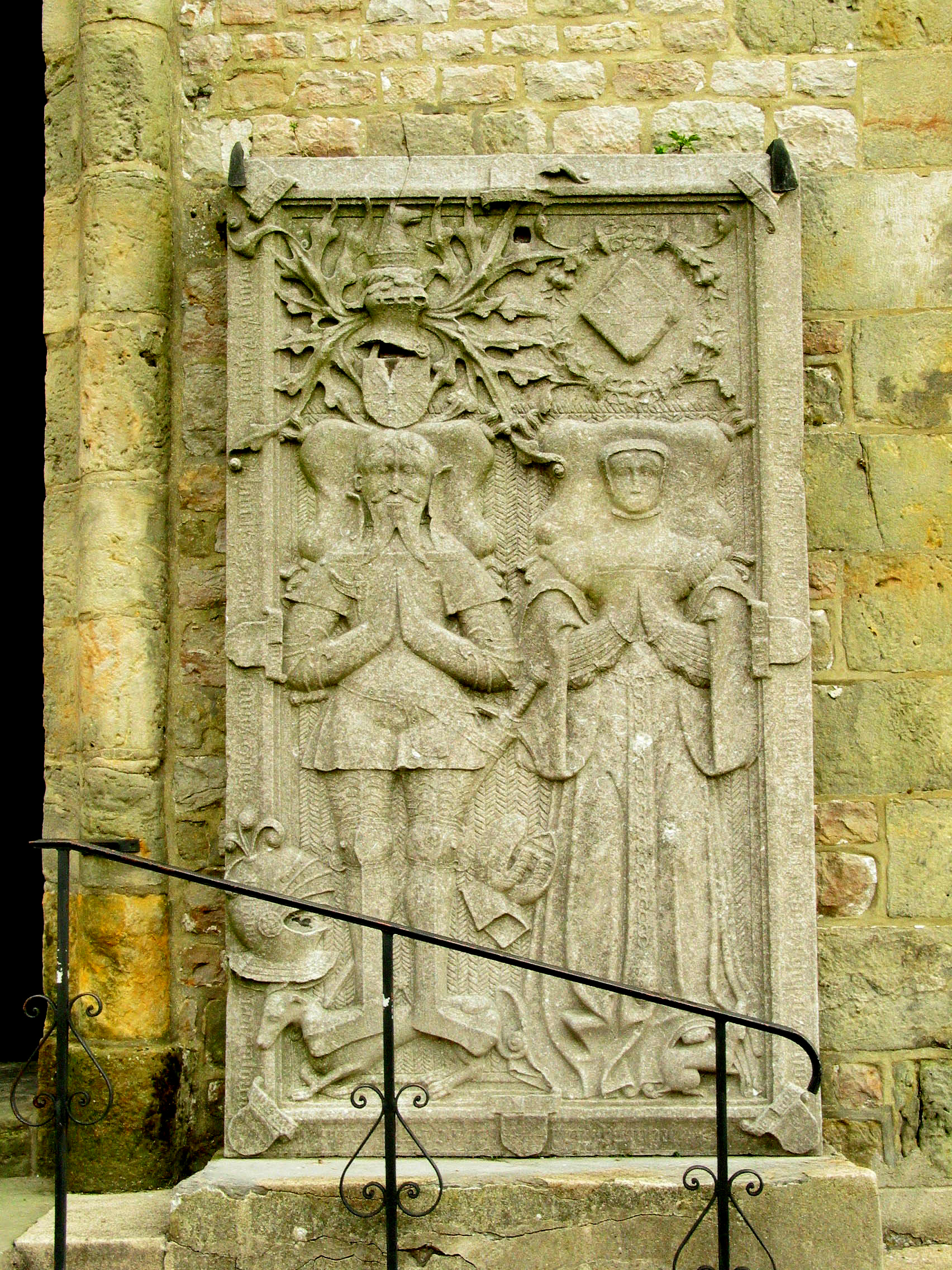
Stèle funéraire d'un seigneur d'Harchies et de son épouse.
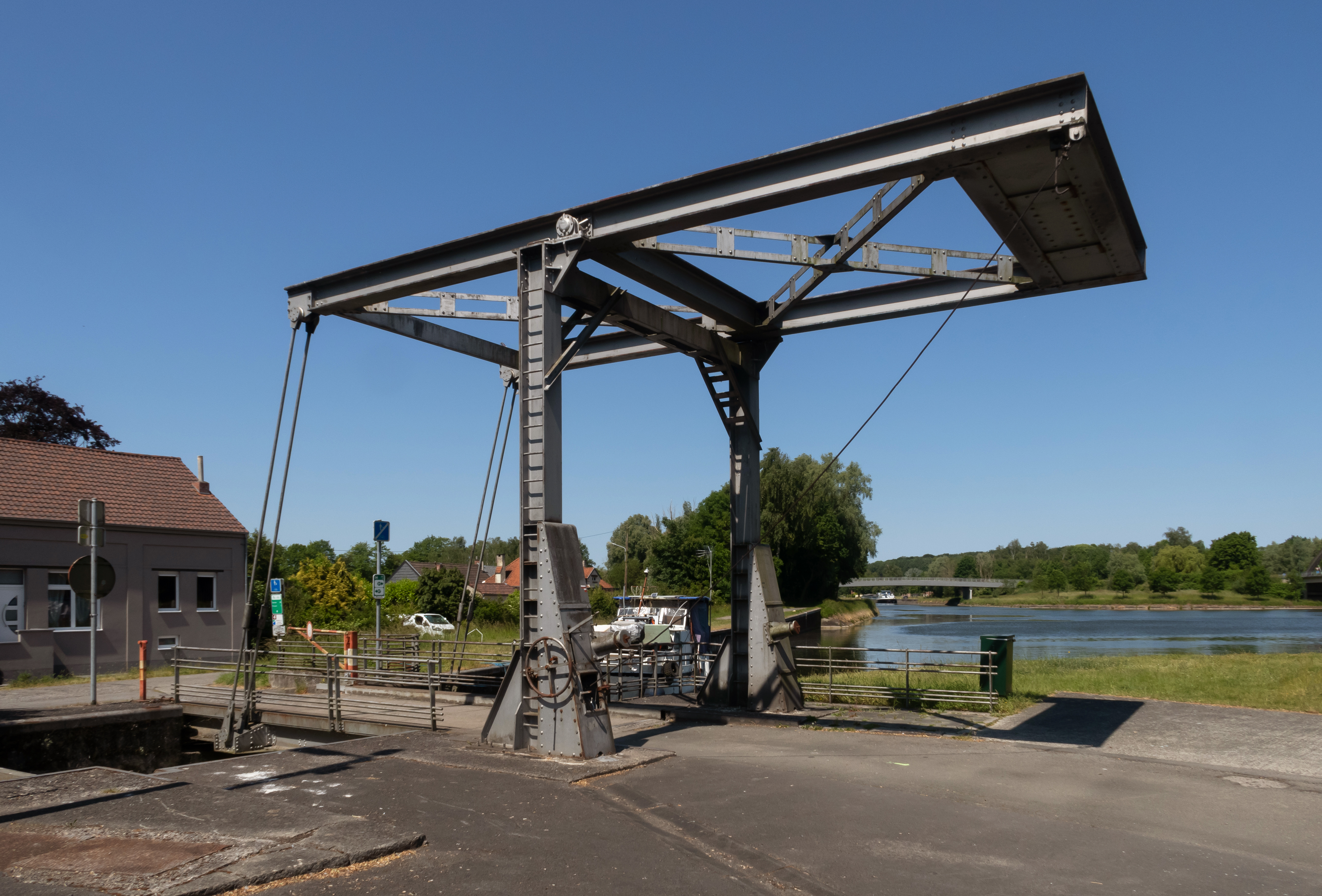
le Pont-levis à l'intersection des deux canaux.
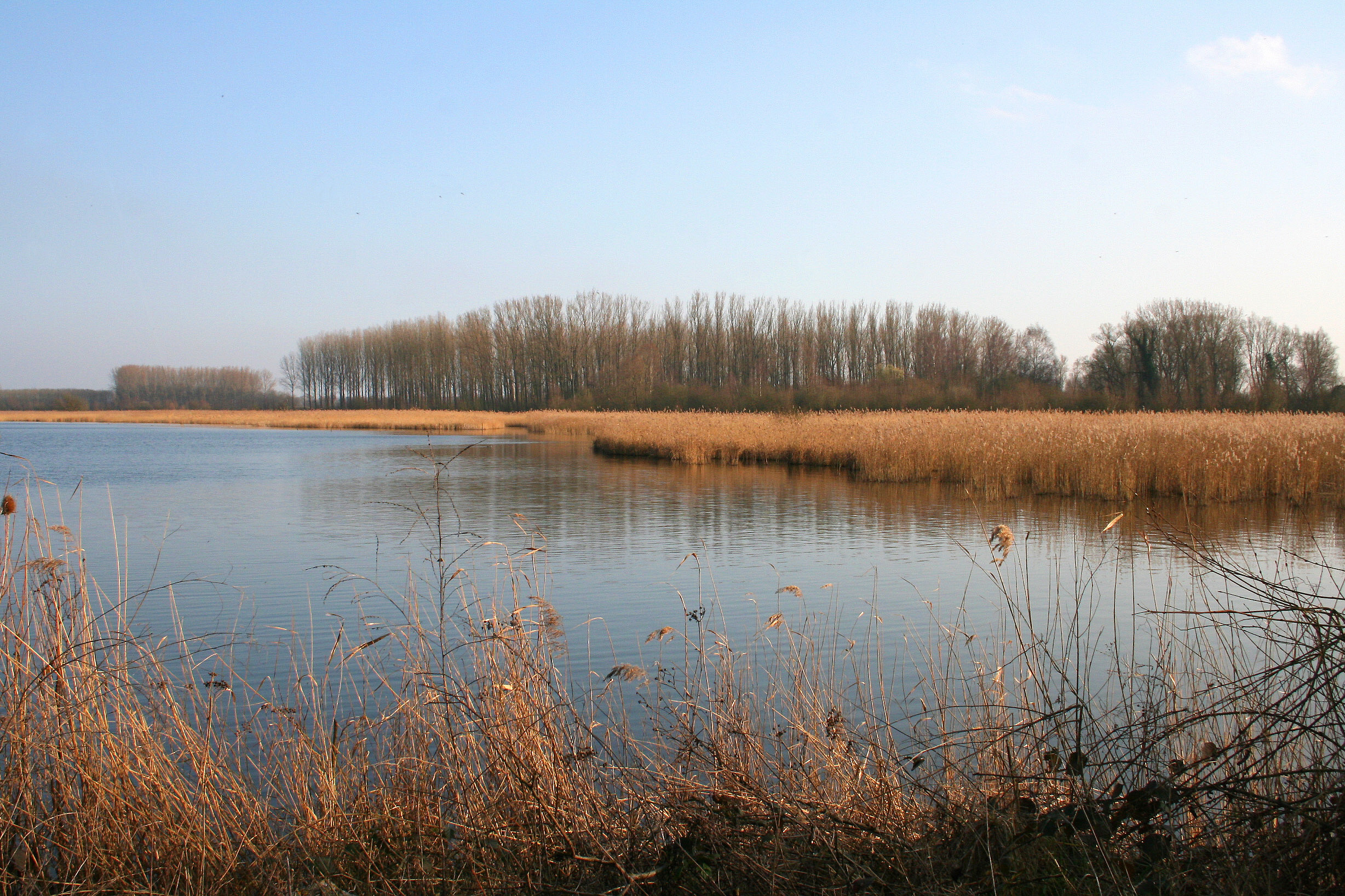
Les Marais d'Harchies.
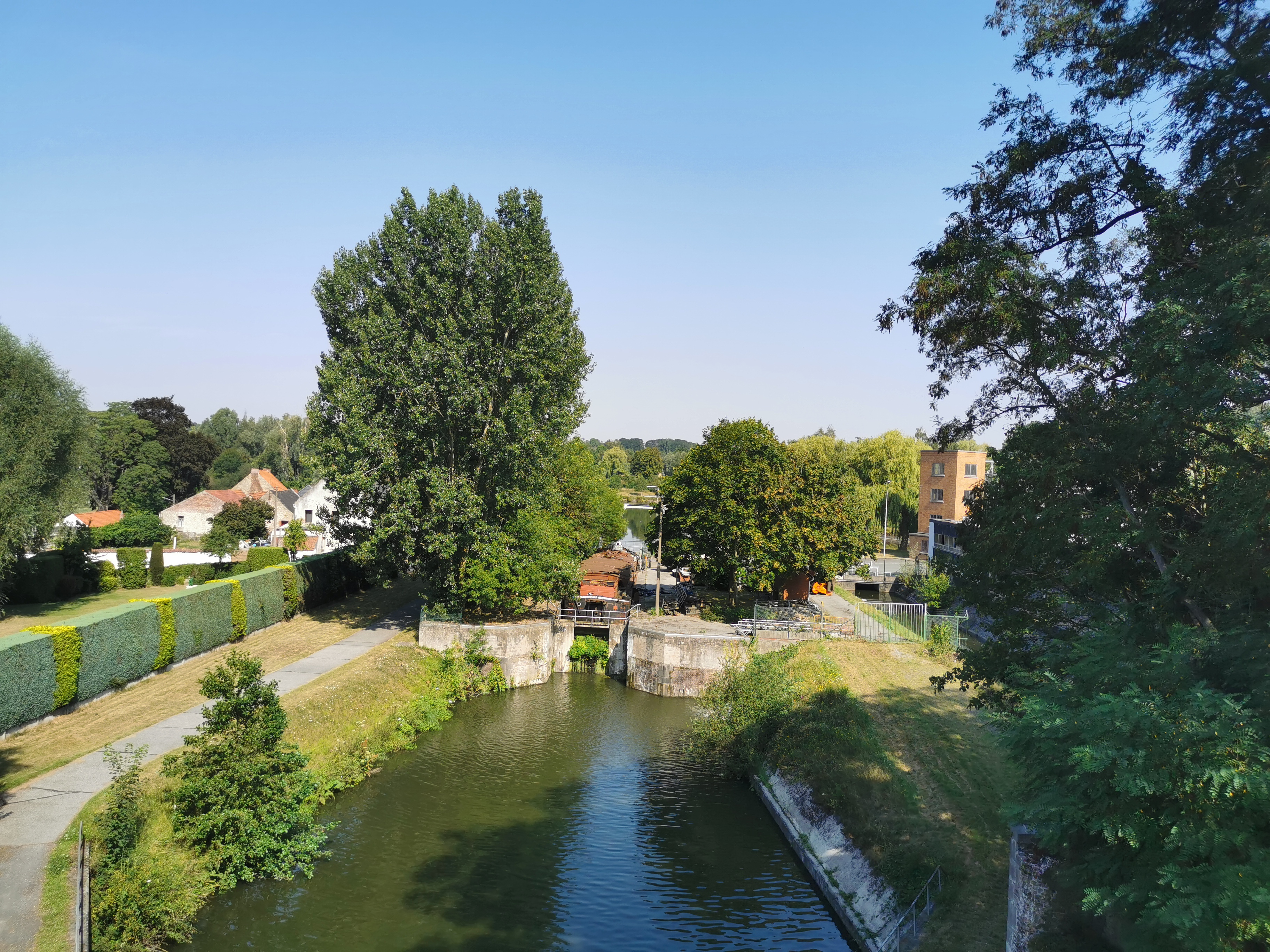
Canal Pommerœul-Antoing.

## Personnalités liées à la commune

### Famille de Harchies
Les armes de Jacques de Harchies vers 1500 sont « Écartelé aux 1 et 4 d'argent à cinq bandes de gueules au canton d'argent posé en chef à droite, aux 2 et 3, échiqueté d'or et de gueules ».
- En 1336, Jean de Harchies, châtelain d'Ath, Flobecq, Lessines, est une des deux personnes chargées de mener une enquête sur les droits et franchises des bourgeois d'Ath[4]. Il est probablement le même personnage que Jean de Herchies, bailli du Hainaut en 1339[5] et encore en 1348[6].
- Jacques de Harchies, fils de Jean et de Oude de Bomal, chevalier, vit au XVe siècle, est seigneur de Harchies et Bommale. Il prend pour deuxième femme Antoinette de Tenremonde, (famille de Tenremonde) fille de Gilbert de Tenremonde, écuyer, seigneur de Mérignies et d'Antoinette de la Douve[7] ou Madeleine de Tenremonde, fille de Jacques de Tenremonde, écuyer, seigneur du Jardin sur Villers-Perwin et d'Agnès Sompecke[8]. Il était veuf d'Isabeau d'Aspremont et va se remarier en 1514 avec Marie de Bercus[3]. En 1515, il vend sa terre de Bommale à son neveu Joachim de Tenremonde[8].
- En 1526, Jacques de Harchies, chevalier, seigneur d'Harchies, épouse Marie de le Cambe, dit Gantois, fille de Jean, bourgeois de Lille, membre du magistrat de Lille, et de Jacqueline de Tenremonde.  Il verse à la ville de Lille 600 livres de droits pour les biens de sa femme. L'épouse morte vers 1538, est inhumée avec ses parents dans l'ancienne église Saint-Étienne de Lille[9].
- Le 23 juillet 1641, sont données à Madrid des lettres de chevalerie en faveur de Jean de Harchies, écuyer, seigneur de Millomez, Hallennes, Erquinghem-le-Sec, Basinghem, Rodesel, Caetheu. Il est le fils de feu Léon de Harchies, lui-même fils d'Arnould de Harchies, à son trépas chevalier, seigneur du dit Millomez, et neveu en ligne collatérale et héritier universel de feu Arnould de Harchies, chevalier, seigneur de Hallennes, Erquinghem-le-Sec, également fils dudit feu Arnould. Jean de Harchies est d'ancienne et noble extraction. À l'exemple de ses ancêtres, il a porté les armes pour le service du roi à Zantvliet et autres endroits, et en 1635, a été un des premiers gentilshommes volontaires qui se sont rendus auprès du cardinal Infant, don Ferdinand (Ferdinand d'Autriche ) à Tilemont en Brabant, pour résister à l'armée française et à celle des provinces rebelles. Il a toujours été prêt, en toutes occurrences, en étant requis par les gouverneurs de Lille, Douai, Orchies, Tournai et Tournaisis, à les accompagner comme gentilhomme du quartier, à ses frais, pour le service du roi. Il est allié par mariage à la fille de Floris de Griboval, chevalier, seigneur de Sweveghem, toujours au service du roi, comme ses deux fils dont l'un est mort des suites d'une blessure reçue devant la ville de Salses, en notre comté du Roussillon, et l'autre encore capitaine au régiment du sieur de Ribaucourt aux Pays-Bas[10].
- En octobre 1705, Marie Charlotte de Harchies est mariée à François de Salperwick, marquis de Grigny. François de Salperwick est seigneur du Fresnoy, Crehem, Hestruval, Plumoison, Quiesy, Ristade, Marconnelle, Héricourt et Leuzeux, mousquetaire de la seconde compagnie de la garde du roi, commandée par le sieur de Jouvelle; il a assisté aux prises de Valenciennes, Cambrai, Saint-Omer, à la bataille de Cassel[11].
- En juillet 1766, sont données à Versailles par le roi de France Louis XIV, des lettres de chevalerie héréditaire pour Jean Charles Augustin de Harchies, seigneur de Drincham, ci-devant capitaine aide-major du régiment de Rohan-Rochefort, et pour son frère Gérard François Adrien de Harchies, capitaine réformé d'infanterie et lieutenant des maréchaux de France. La famille compte parmi ses membres Jacques de Harchies, chambellan du duc de Bourgogne Philippe II de Bourgogne dit Philippe le Hardi, fait chevalier banneret en 1452, à la bataille de Ruppelmonde contre les Gantois, et a fourni beaucoup d'officiers depuis que l'Artois a fait retour à la couronne de France, parmi lesquels l'aïeul des deux premiers nommés qui se trouvait à la bataille de la Boine et leur frère tué à la bataille de Berg-op-Zoom[12].  En octobre 1770, à Fontainebleau, le titre de marquis est accordé en récompense de ses services à Jean Charles Augustin de Harchies, gentilhomme de la province d'Artois, ancien capitaine aide-major au régiment de Saint-Mauris, incorporé dans celui du Poitou, avec permission d'affecter ce titre sur celles de ses terres qui lui plaira[13].

### Autres personnages
- En 1628, la terre et seigneurie de Thiant est érigé en comté par le roi d'Espagne, par lettres données à Madrid, pour Ernest de Merode, (maison de Merode), gouverneur et prévôt du comté de Valenciennes, baron de Harchies. Ernest de Merode est le fils du seigneur de Waroux, commune actuelle d'Ans, grand maître d'hôtel du prince- électeur de l'Électorat de Cologne qui récemment a été créé comte du Saint-Empire, et est frère du comte de Merode, qui a obtenu ce titre de comte en retour des signalés services rendus pendant les guerres d'Allemagne où il avait le commandement d'un corps de 8 000 hommes[14].